# Mõraste
Mõraste – wieś w Estonii, prowincji Rapla, w gminie Märjamaa.